# Miód z serwatki
Miód z serwatki – polski produkt spożywczy, opracowany podczas okupacji hitlerowskiej.
Twórcą technologii produkcji miodu z serwatki był dr Eugeniusz Pijanowski (późniejszy profesor, twórca Wydziału Technologii Rolno-Spożywczej na SGGW). Ogłoszenie możliwości produkcji sztucznego miodu tą drogą nastąpiło podczas konferencji kierowników mleczarni Okręgu Warszawskiego w 1942 roku. Produkt powstawał poprzez silne zagęszczenie serwatki w kotle, najlepiej przy zredukowaniu ciśnienia. W wyniku tego powstaje syrop, który ulega krystalizacji po schłodzeniu. Ma on konsystencję miodu. Przyczyną krzepnięcia jest w tym przypadku krystalizacja słabo rozpuszczalnej na zimno laktozy. Z uwagi na fakt, że laktoza jest znacznie mniej słodka od sacharozy, konieczne było dodawanie w fazie końcowej sacharyny. Również smak i zapach produktu nie przypomina miodu, czemu zaradzano poprzez dodawanie aromatu – olejku miodowego. Problemem był też sam proces produkcyjny, wymagający dużych ilości ciepła, a przy wojennych brakach opału ostatecznie przekreśliło to szersze wdrożenie produkcji. Próbowano jeszcze wymrażania nadmiaru wody (50-60%) z serwatki, ale metoda ta możliwa była tylko podczas mroźnej zimy. Ostatecznie pomysłu nigdy nie wdrożono w szerszej praktyce, również po zakończeniu II wojny światowej.